# Adventure of the Seas (schip, 2001)
De Adventure of the Seas is een cruiseschip van Royal Caribbean International.
Het schip kan 3.114 passagiers en 1.185 bemanningsleden vervoeren over zee. De maximumsnelheid van het schip is 24 knopen (ongeveer 40,7 km/u).
De Adventure of the seas heeft een groot aanbod van avontuurlijke activiteiten, waaronder een klimmuur, een basket/voetbalveld, 3 zwembaden, 6 whirlpools, een two-story golfbaan met meer dan 9 holes, een ijsbaan en een hardloop parcours.
Er zijn ruim 100 hutten bijgeplaatst, er zijn drie nieuwe restaurants, een H2O aquapark (splashaway bay), FlowRider Surf simulator en twee waterglijbanen van 15 m hoog, genaamd Cyclone en Typhoon.

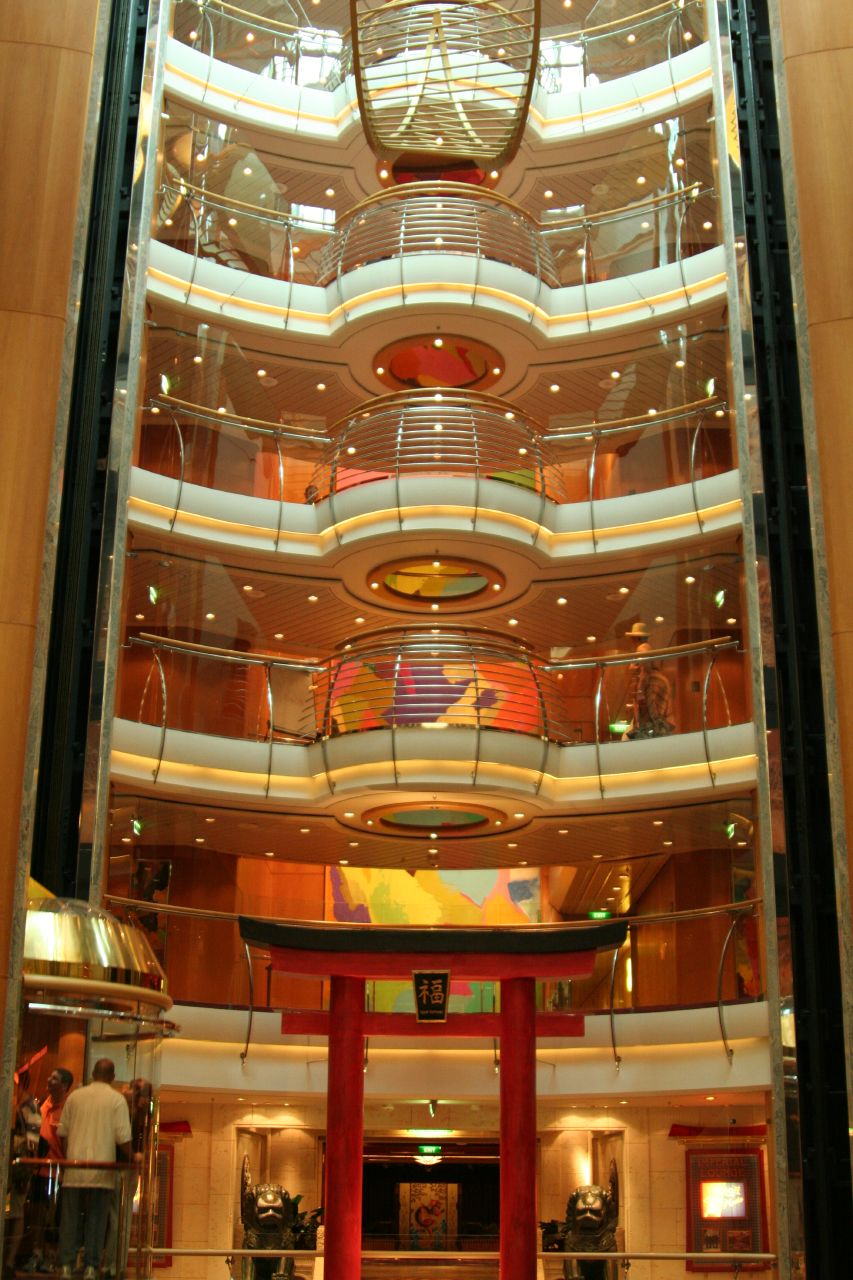
Aan boord van de Adventure of the Seas

Luchtfoto van de Adventure of the Seas in Willemstad